# Очхомури
Очхомури (груз. ოჩხომური) — село в Грузии, на территории Чхороцкуского муниципалитета края (мхаре) Самегрело-Верхняя Сванетия.

## География
Село находится в западной части Грузии, в междуречье Хобисцкали и Очхомури, на расстоянии приблизительно 5 километров (по прямой) к юго-западу от города Чхороцку, административного центра муниципалитета. Абсолютная высота — 126 метров над уровнем моря.

## Население
По результатам официальной переписи населения 2014 года в Очхомури проживал 299 человек (152 мужчины и 147 женщин). В национальной структуре населения грузины составляли 99,7 %, русские — 0,3 %.
| Год  | Население, человек |
| ---- | ------------------ |
| 2002 | 444                |
| 2014 | ↘ 299              |